# Via Suworow

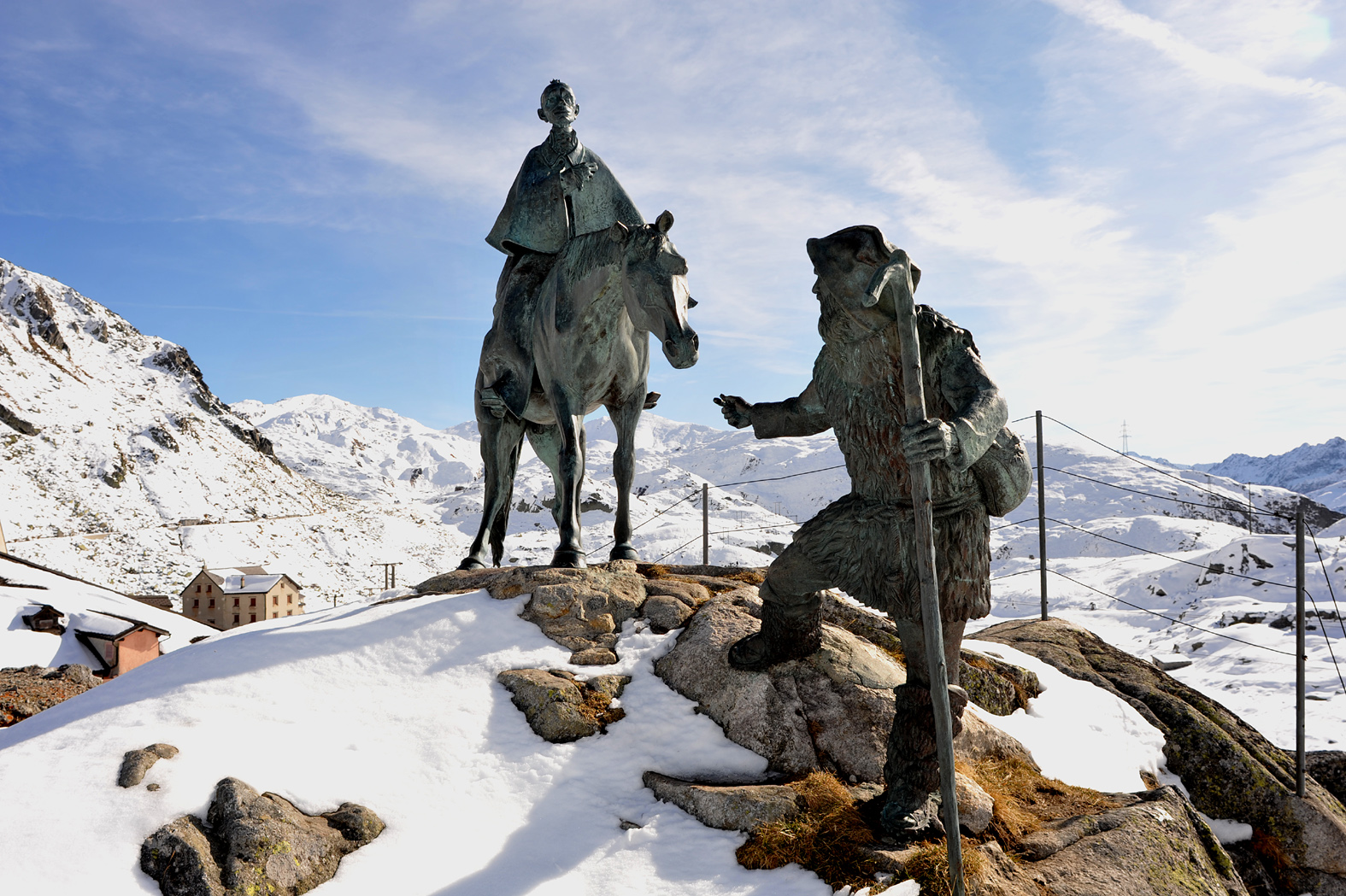
Reiterstandbild Gotthardpass

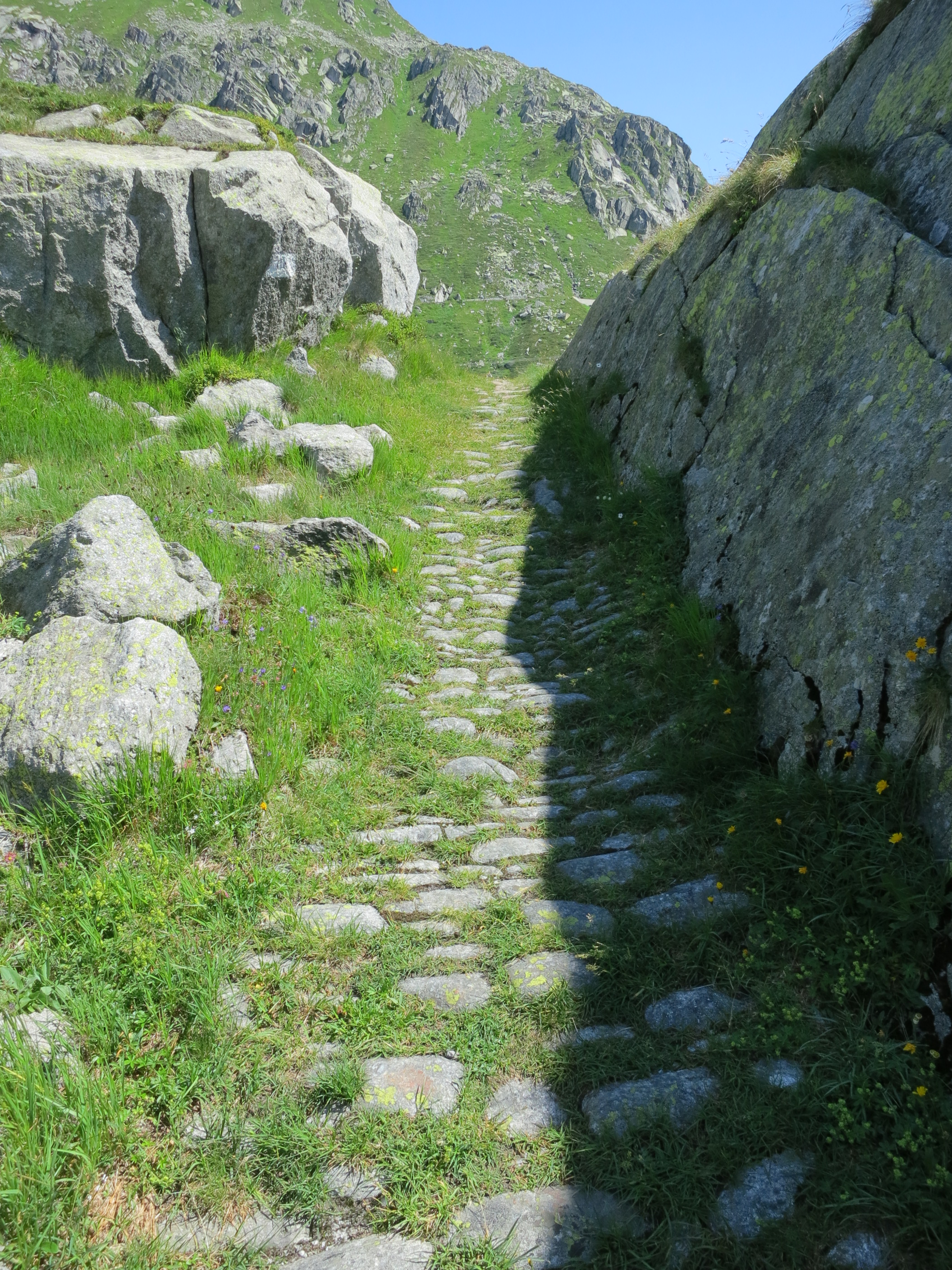
Via Suworow – Saumpfad bei der Gotthardpasshöhe

Die Via Suworow ist ein Schweizer Kulturwanderweg, der den historischen Spuren des russischen Generals Suworow bei seinem Feldzug im Herbst 1799 über die Schweizer Alpen folgt. Die Via Suworow führt in elf Etappen von Airolo über vier Alpenpässe bis nach Ilanz. Die Via Suworow wurde im Juni 2011 eröffnet. Sie ist von SchweizMobil als Regionale Route mit der Nr. 55 markiert.

## Geographie und Route
Die Via Suworow passiert die Täler Valle Leventina, Urserental, Reusstal, Schächental, Muotatal, Klöntal, Sernftal, Val da Pigniu, Vorderrheintal auf einer Länge von rund 170 km, folgt den Flüssen Ticino, Gotthardreuss, Reuss, Linth, Sernf und Vorderrhein, führt durch die Schöllenen-Schlucht und am Klöntalersee entlang. Die gesamten Höhendifferenzen betragen 8000 Metern bergauf und 8670 Metern bergab. Der Weg kann in rund 56 Stunden bewältigt werden.
Bei den vorgeschlagenen Routen handelt es sich um offizielle, gelb (Wanderweg) und weiss-rot-weiss (Bergwanderweg) markierte Wege. Die Via Suworow ist zusätzlich als Wanderland-Route Nr. 55 ausgeschildert. Über den Chinzigpass (Etappe 6) und den Panixerpass (Etappe 10) ist Trittsicherheit erforderlich.
Die Via Suworow lässt sich in 11 Tagesetappen zurücklegen:
- 1. Etappe: Airolo – Saumpfad der Tremola – Gotthardpass (2106 m ü. M.), 8 km, 1000 m Aufstieg, 80 m Abstieg, 3 ½ Std.
- 2. Etappe: Gotthardpass – Hospental – Andermatt, 13 km, 10 m Aufstieg, 740 m Abstieg, 3 ½ Std.
- 3. Etappe: Andermatt – Schöllenenschlucht – Wassen, 10 km, 280 m Aufstieg, 800 m Abstieg, 3 Std.
- 4. Etappe: Wassen – Altdorf, 27 km, 720 m Aufstieg, 1200 m Abstieg, 8 Std.
- 5. Etappe: Altdorf – «Suworowweg» – Bürglen – Biel-Kinzig, 10 km, 1250 m Aufstieg, 100 m Abstieg, 4 ½ Std.
- 6. Etappe: Biel-Kinzig – Kinzigpass (Chinzig Chulm) (2073 m ü. M.), – Muotathal, 14 km, 450 m Aufstieg, 1470 m Abstieg, 5 Std.
- 7. Etappe: Muotathal – Pragelpass (1548 m ü. M.) – Hinter Klöntal, 19 km, 1150 m Aufstieg, 900 m Abstieg, 6 Std.
- 8. Etappe: Hinter Klöntal – Klöntalersee – Glarus, 15 km, 320 m Aufstieg, 700 m Abstieg, 4 Std.
- 9. Etappe: Glarus – Schwanden – Sernftal – Elm, 21 km, 780 m Aufstieg, 280 m Abstieg, 6 Std.
- 10. Etappe: Elm – Panixerpass  (2407 m ü. M.) –  Pigniu, 22 km, 1700 m Aufstieg, 1400 m Abstieg, 8 ½ Std.
- 11. Etappe: Pigniu – Ilanz, 12 km, 420 m Aufstieg, 1000 m Abstieg, 4 Std.

Gut trainierte Wanderer können eine erweiterte Variante mit den folgenden Etappen in zehn Tagen bewältigen (ca. 280 km):
- 1. Etappe: Ponte Tresa – Taverne –  Monte Ceneri (554 m ü. M.) – Bellinzona
- 2. Etappe: Bellinzona – «Strada Bassa Leventina» – Biaschina-Schlucht – Faido
- 3. Etappe: Faido – Piottino-Schlucht – Airolo – Gotthardpasshöhe
- 4. Etappe: Gotthardpass – Andermatt – Altdorf
- 5. Etappe: Altdorf – Kinzigpass – Muotathal
- 6. Etappe: Muotathal – Pragelpass – Glarus
- 7. Etappe: Glarus – Elm
- 8. Etappe: Elm – Panixerpass – Ilanz
- 9. Etappe: Ilanz – Vorderrheintal – Chur
- 10. Etappe: Chur – St. Luzisteig (713 m ü. M.) – Balzers (Liechtenstein)

## Kulturweg ViaStoria
Entlang der Via Suworow gibt es viele Objekte mit Gedenktafeln, die an den legendären Alpenmarsch erinnern und von ViaStoria erforscht werden. Es gibt Suworow-Gedenktafeln an den Häusern, in denen der General übernachtete, auf den Passübergängen (Kinzig, Pragel, Panixer, Suworowstein in der Tremola, Reiterstandbild von 1999 auf der Gotthardpasshöhe), das Russendenkmal von 1898 in der Schöllenen, das an die siegreiche Schlacht bei der Teufelsbrücke erinnert, sowie die monumentalen Suworow-Soldaten an der Staumauer des Panixersees.

### Historische Spuren von Suworow

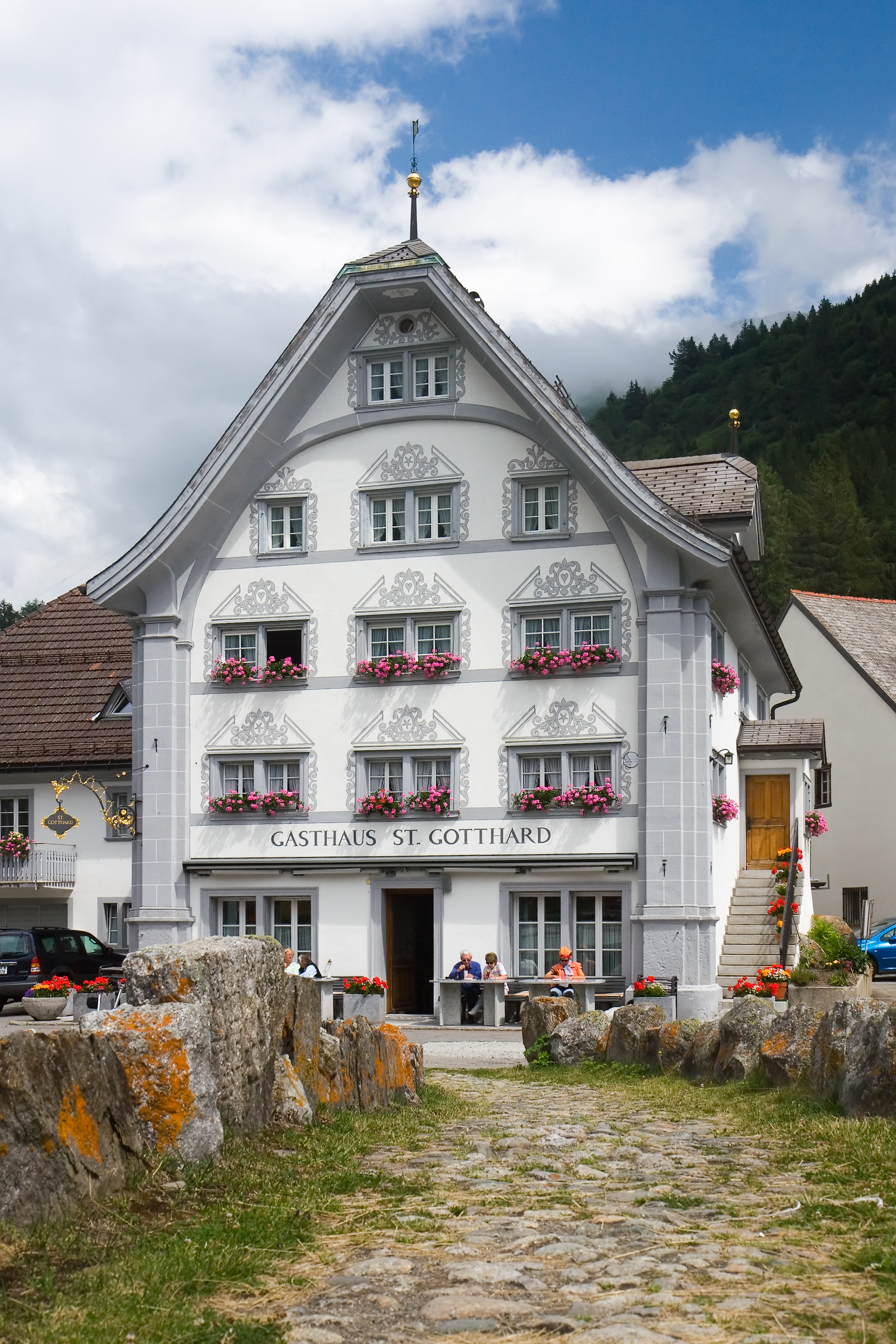
Suworowhaus Hospental
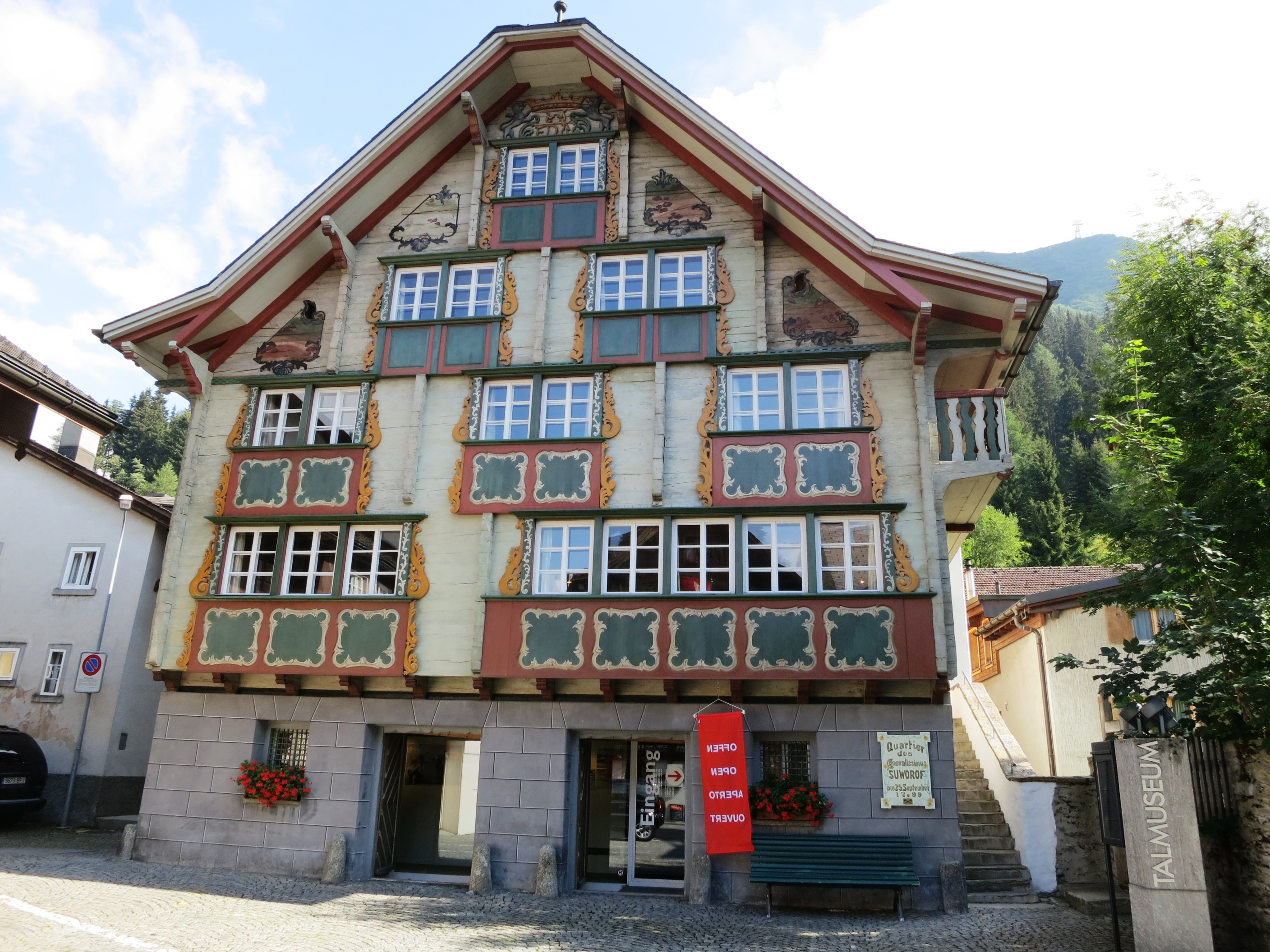
Suworowhaus, Talmuseum Andermatt
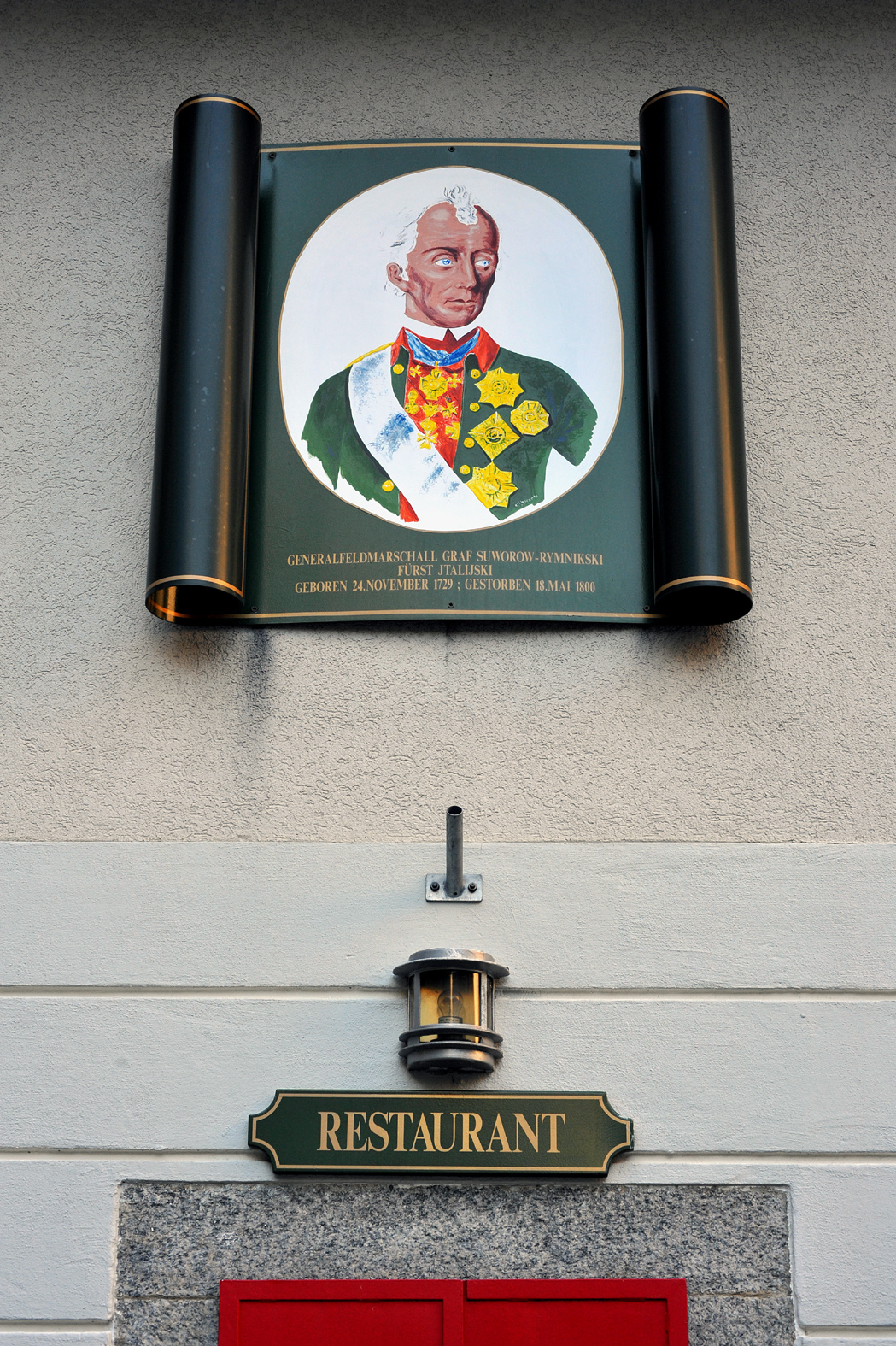
Gedenktafel Restaurant Teufelsbrücke
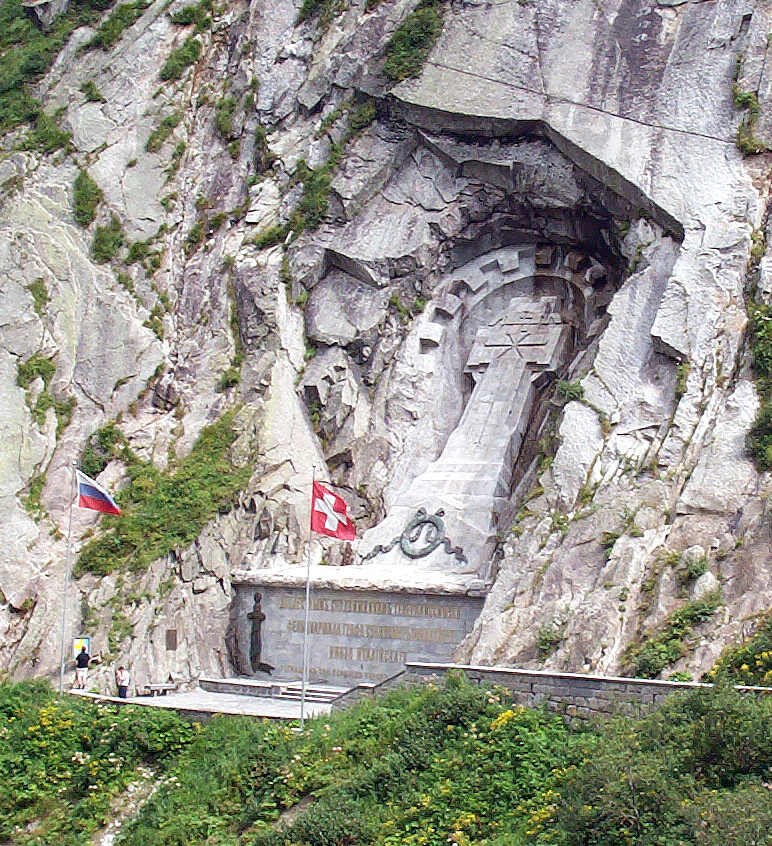
Suworow-Denkmal Schöllenenschlucht
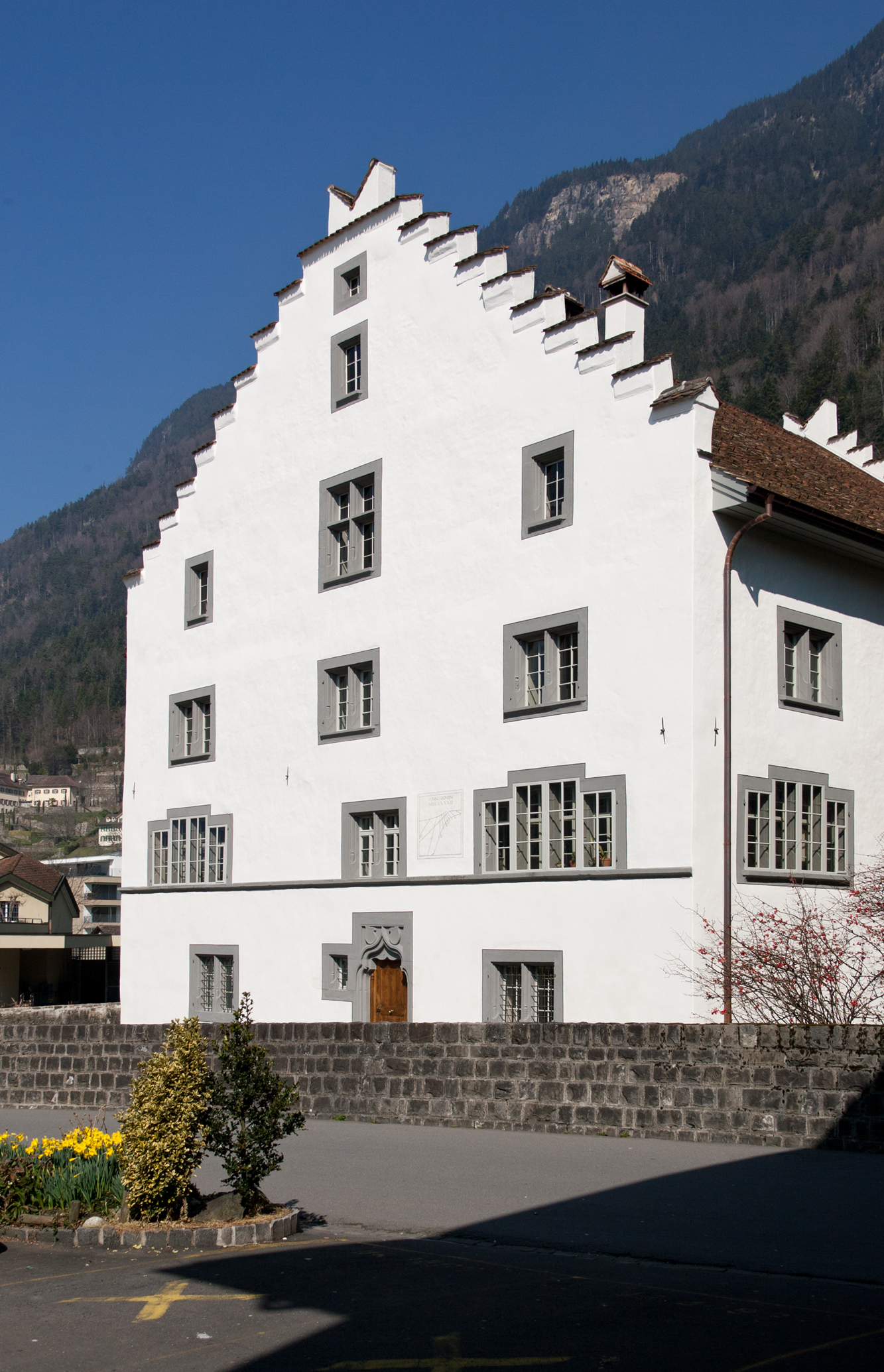
Suworowhaus Altdorf
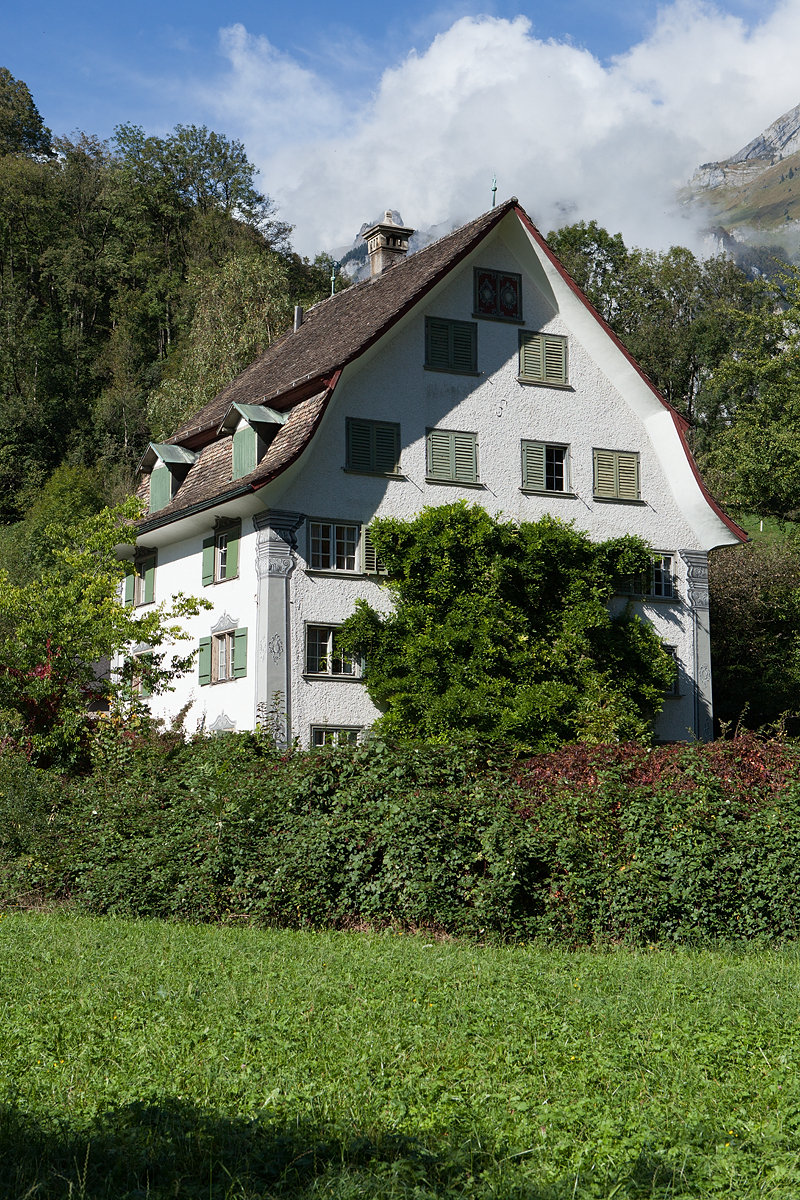
Suworowhaus Glarus
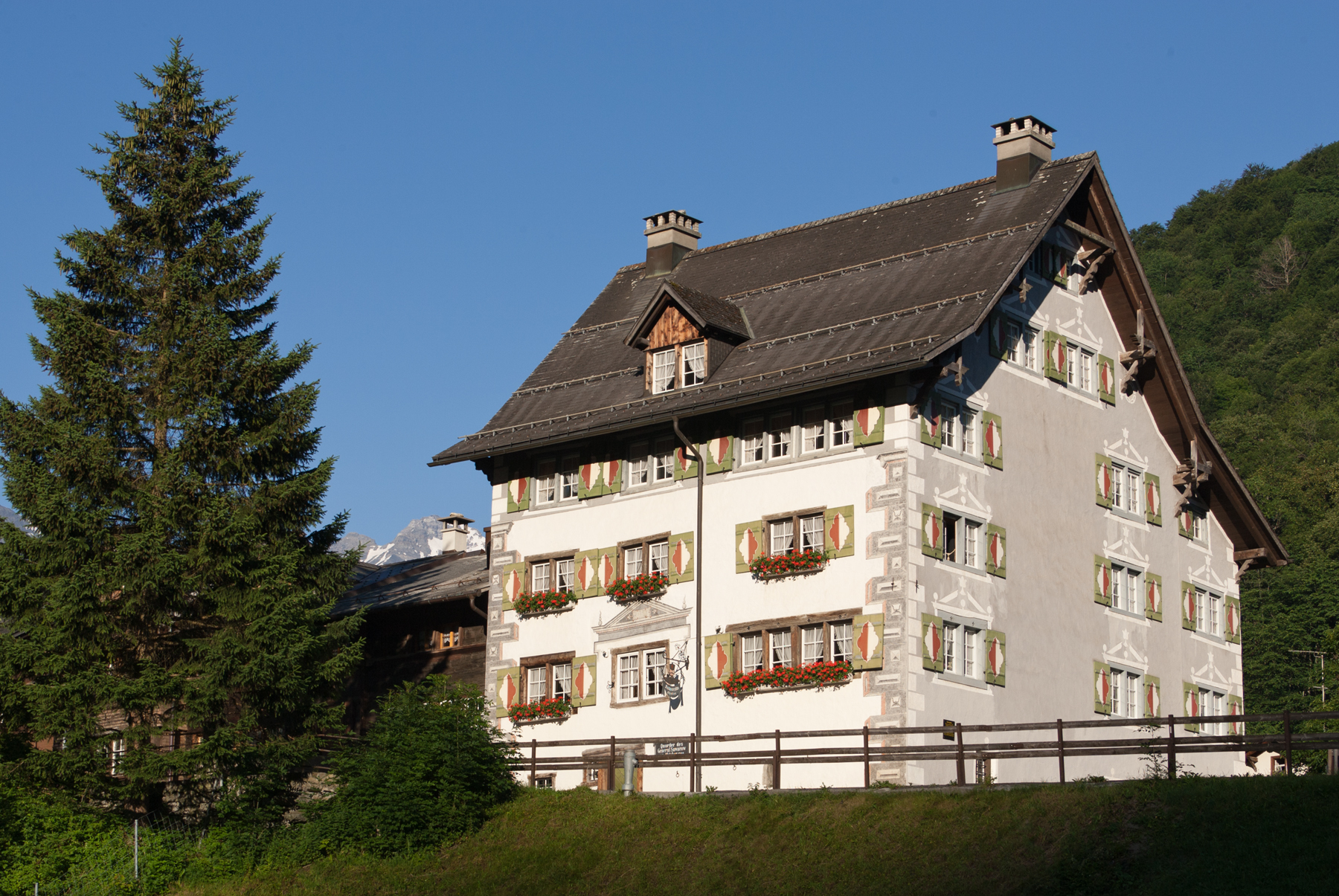
Suworowhaus Elm
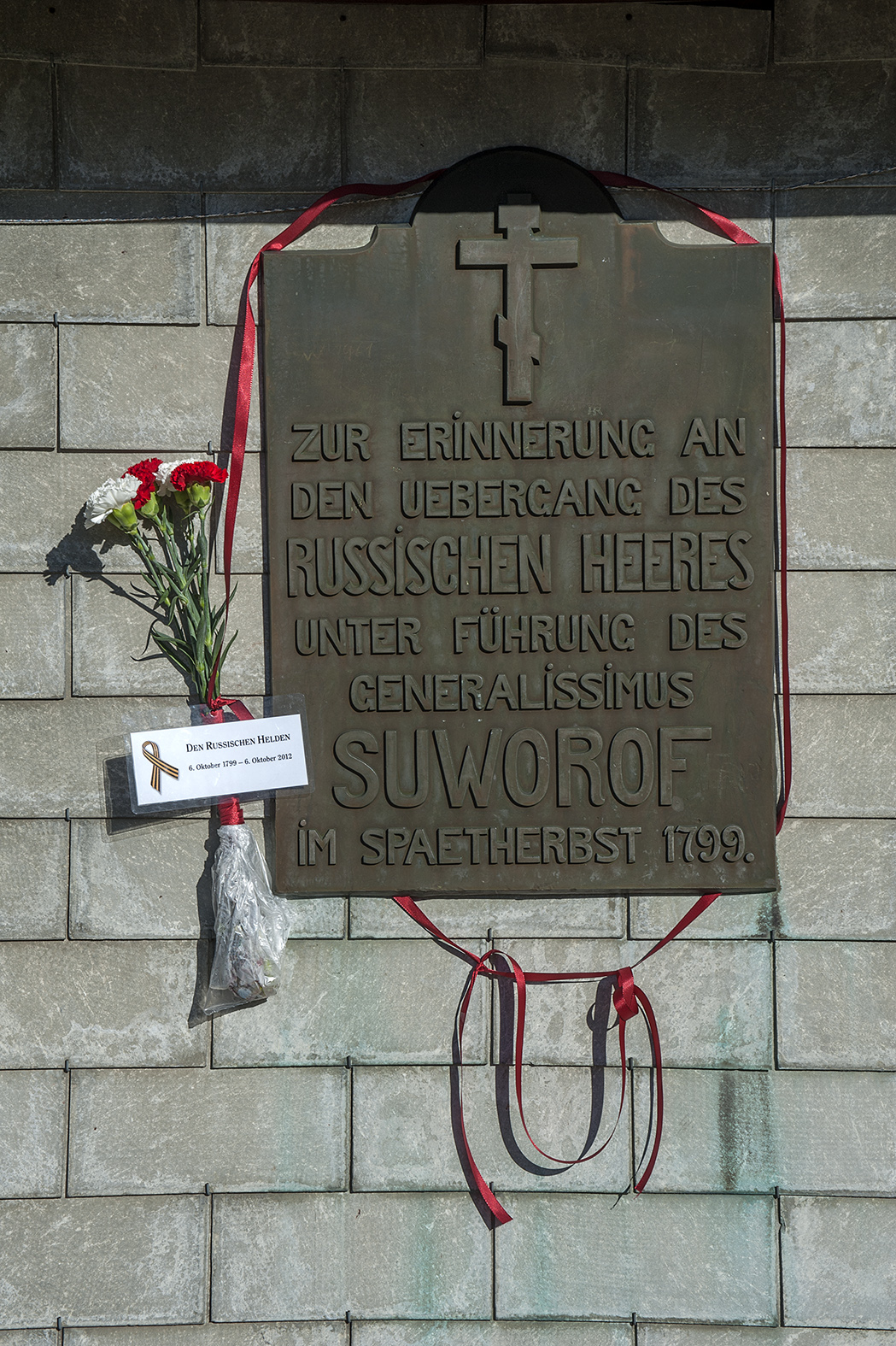
Gedenktafel Panixerpass
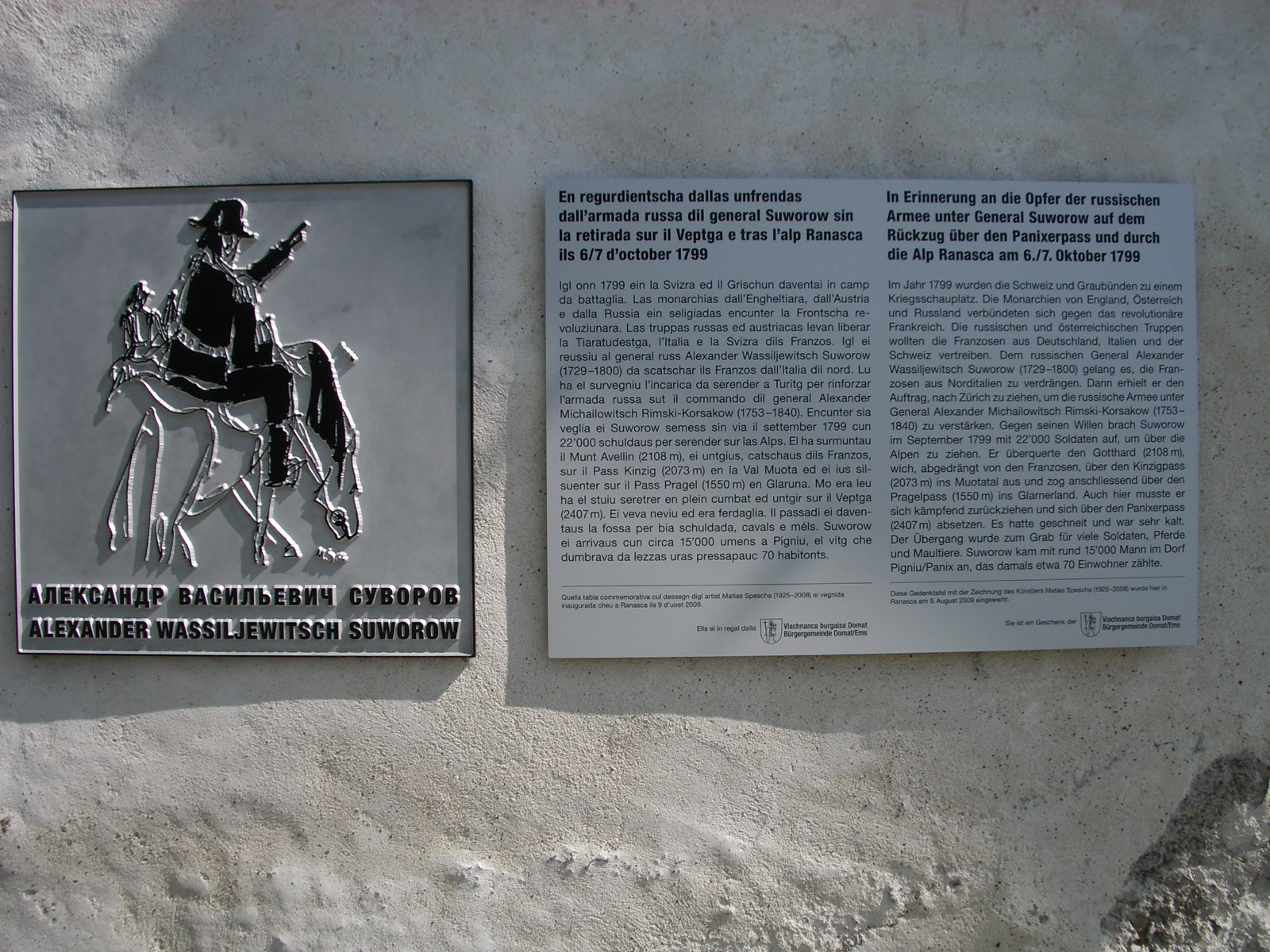
Gedenktafel Panixerpass: Alp Ranasca
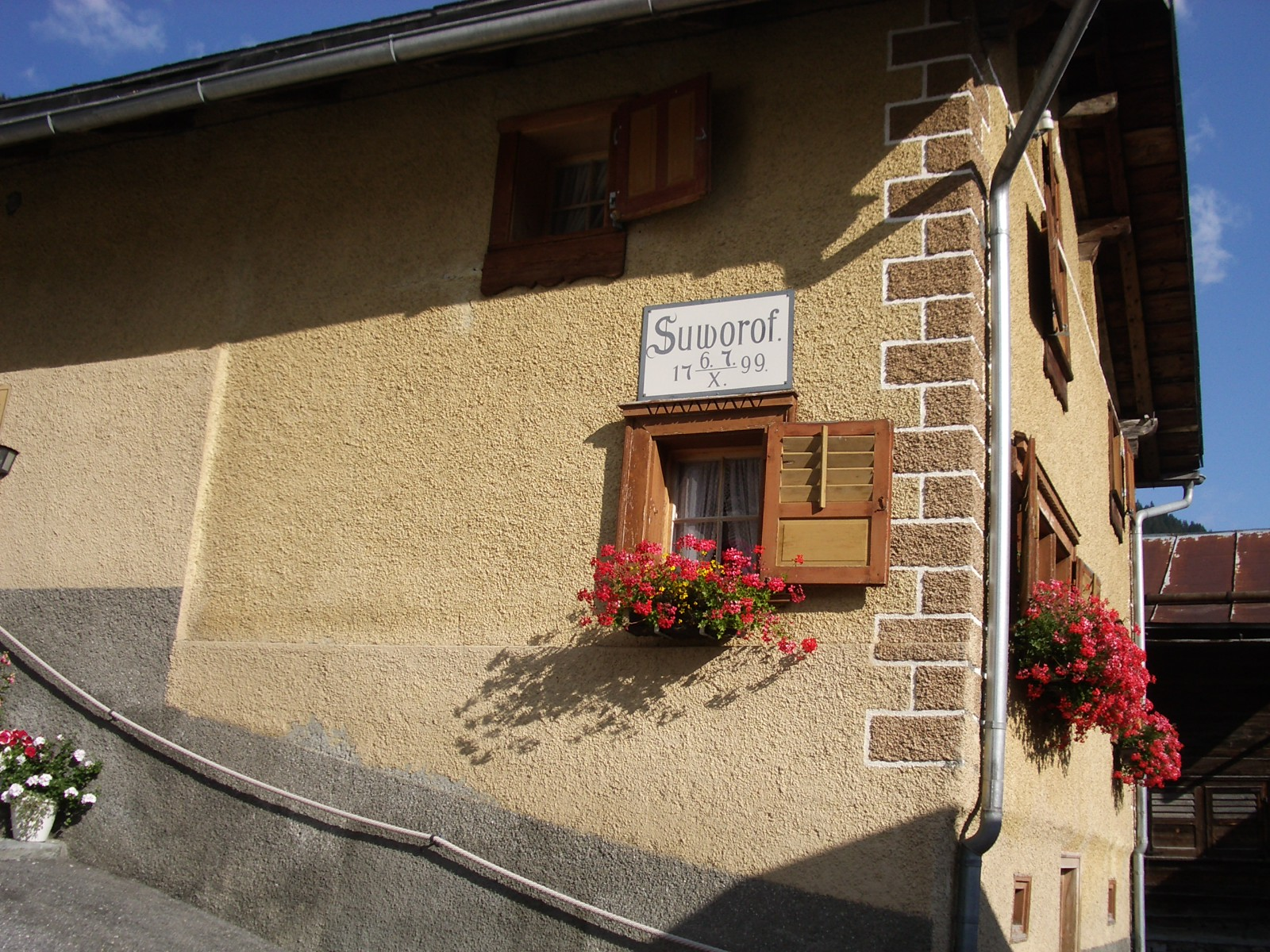
Suworowhaus Pigniu/Panix
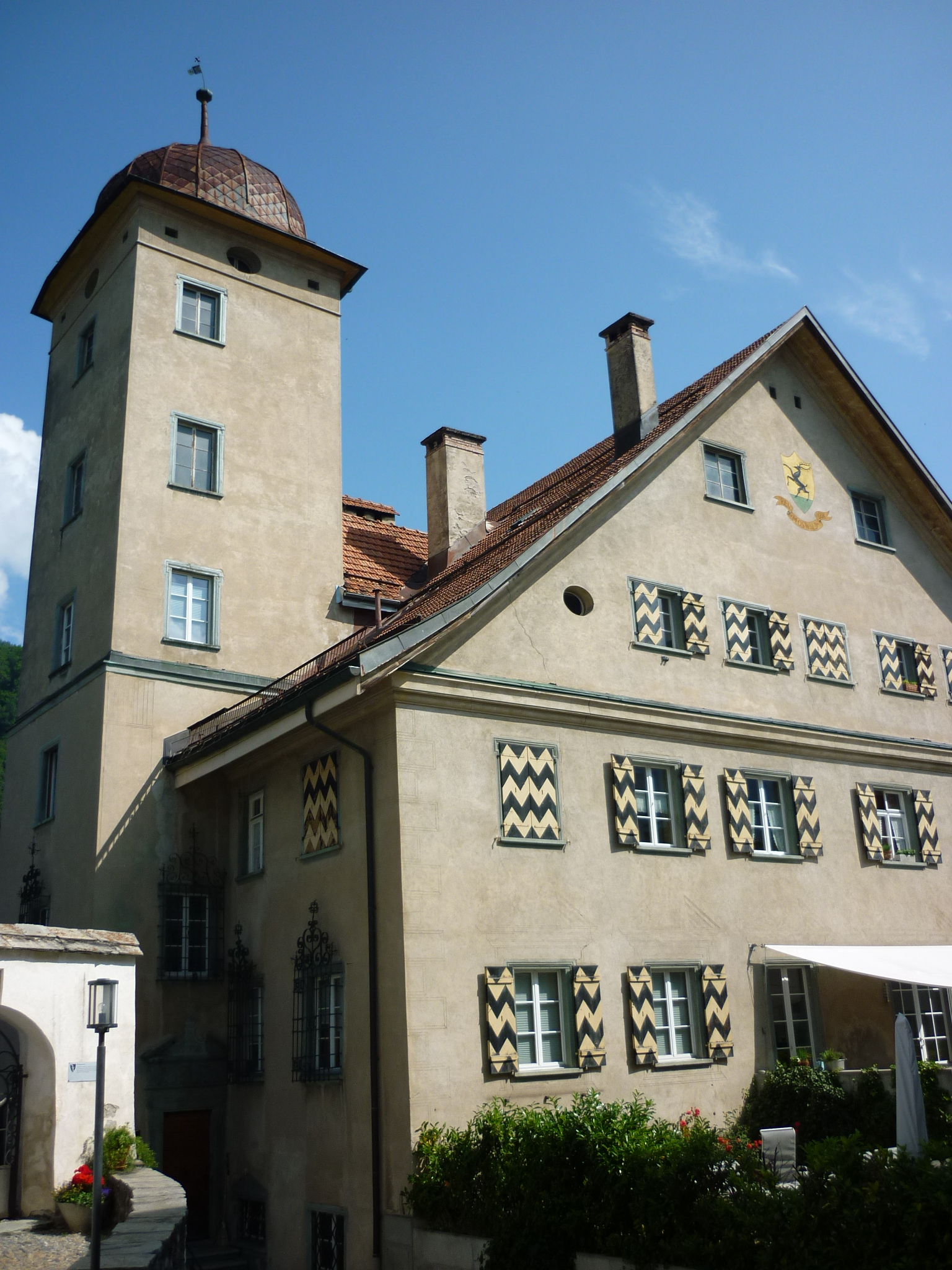
Suworowhaus Ilanz

### Historische Wege
Die historischen Verkehrswege werden mit dem Inventar historischer Verkehrswege der Schweiz (IVS) geschützt, um sie für nachkommende Generationen zu erhalten.

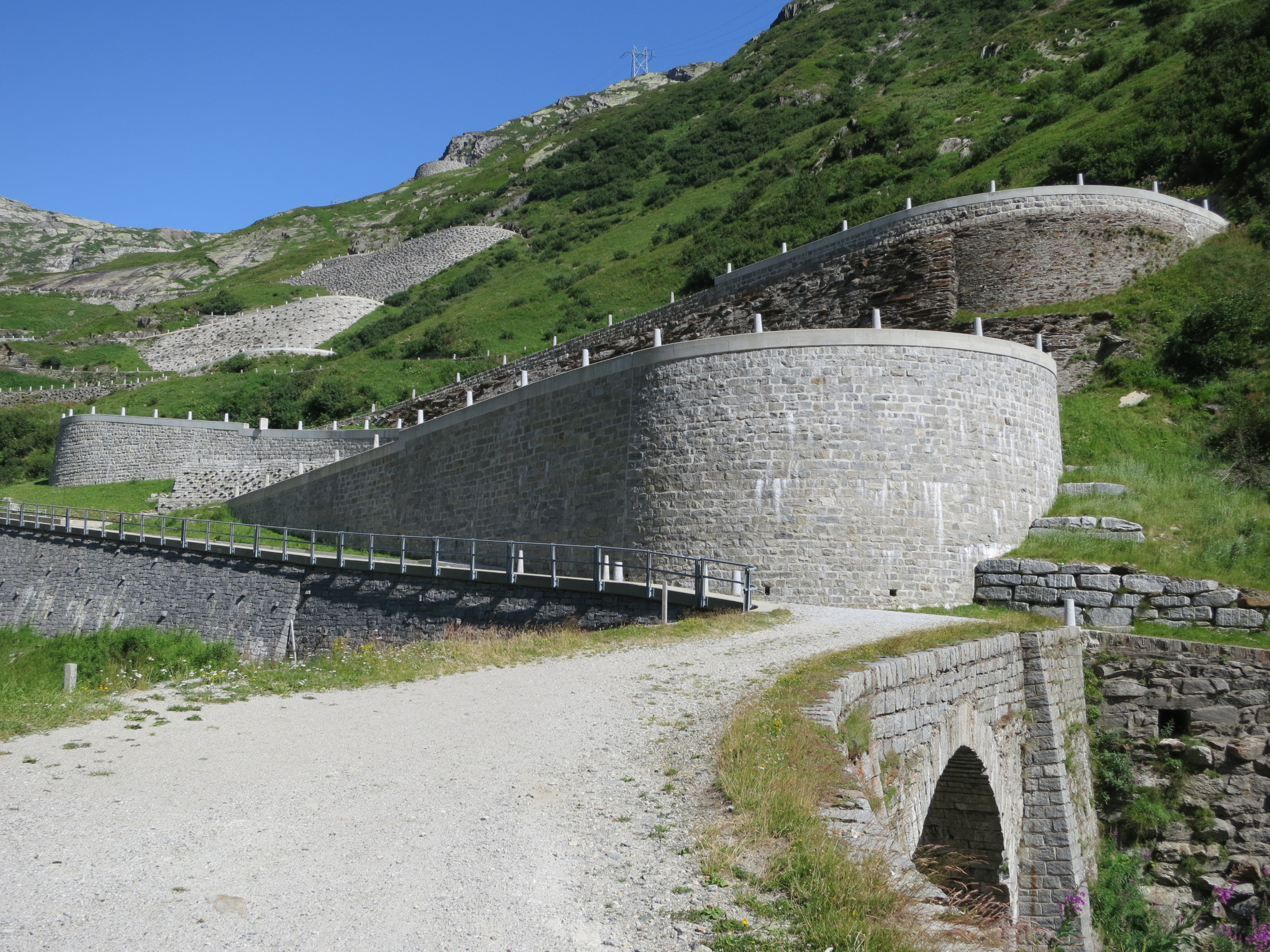
Tremola ob Airolo
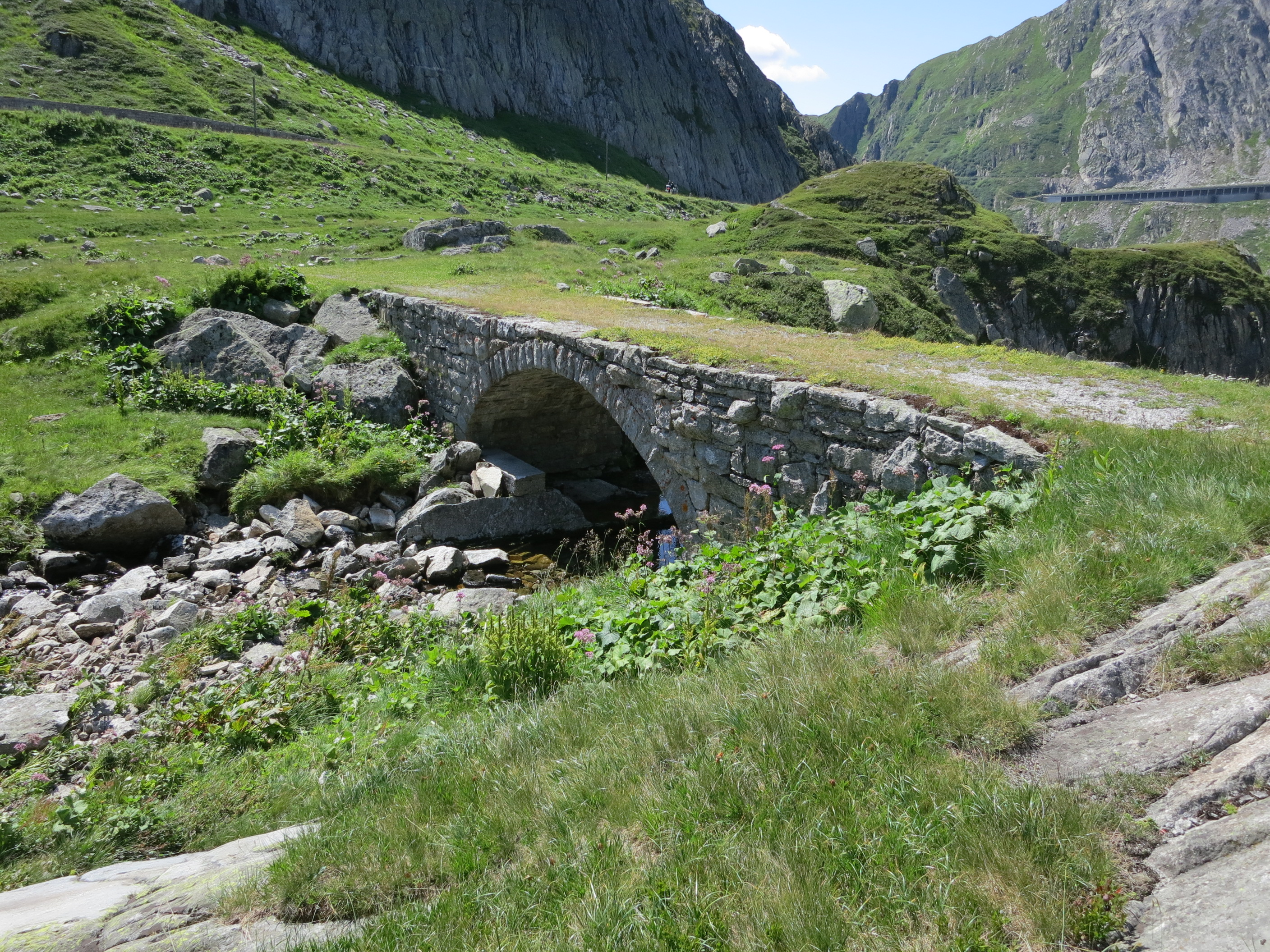
Saumwegbrücke vor der Gotthardpasshöhe
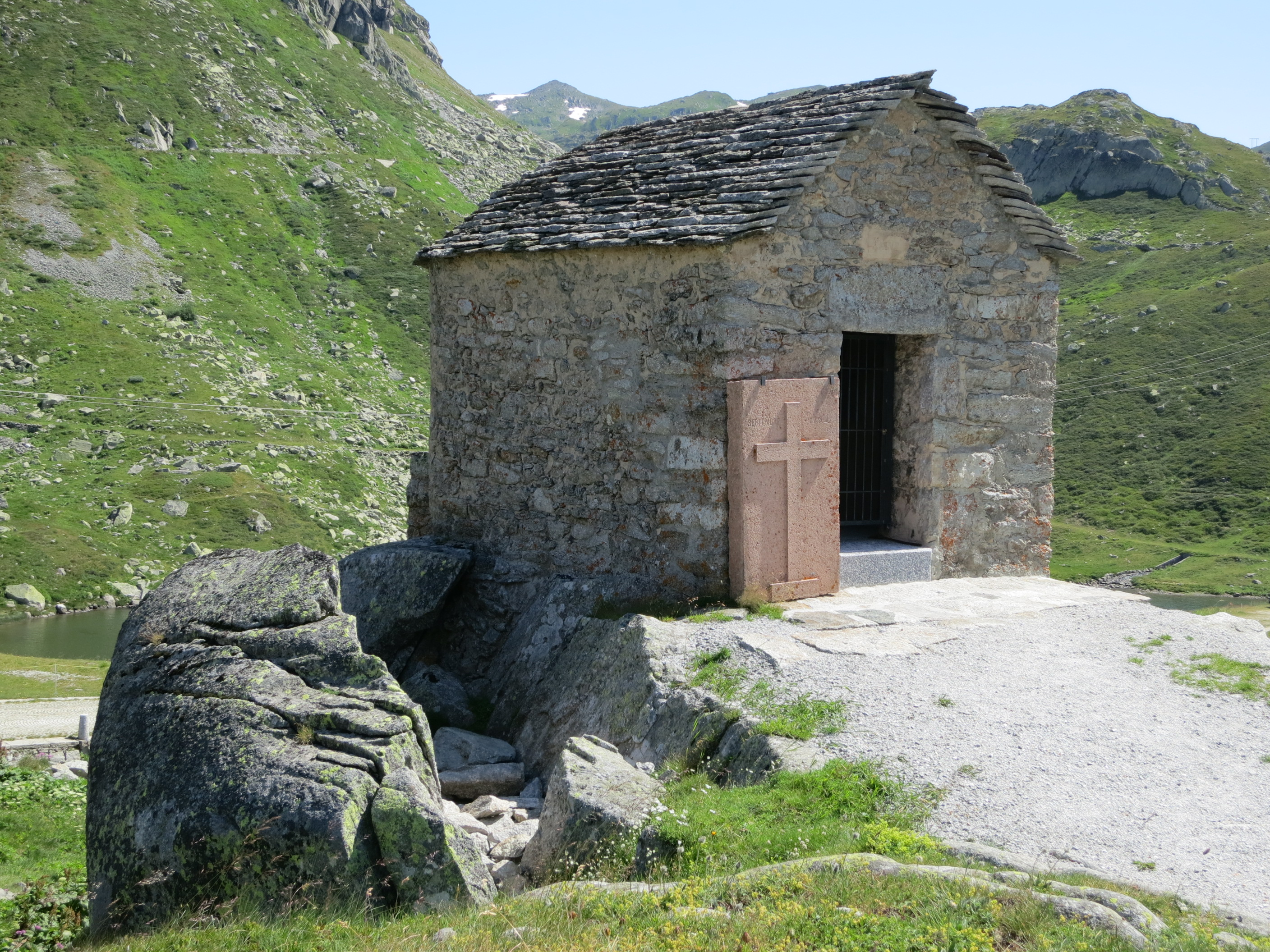
Cappella dei Morti
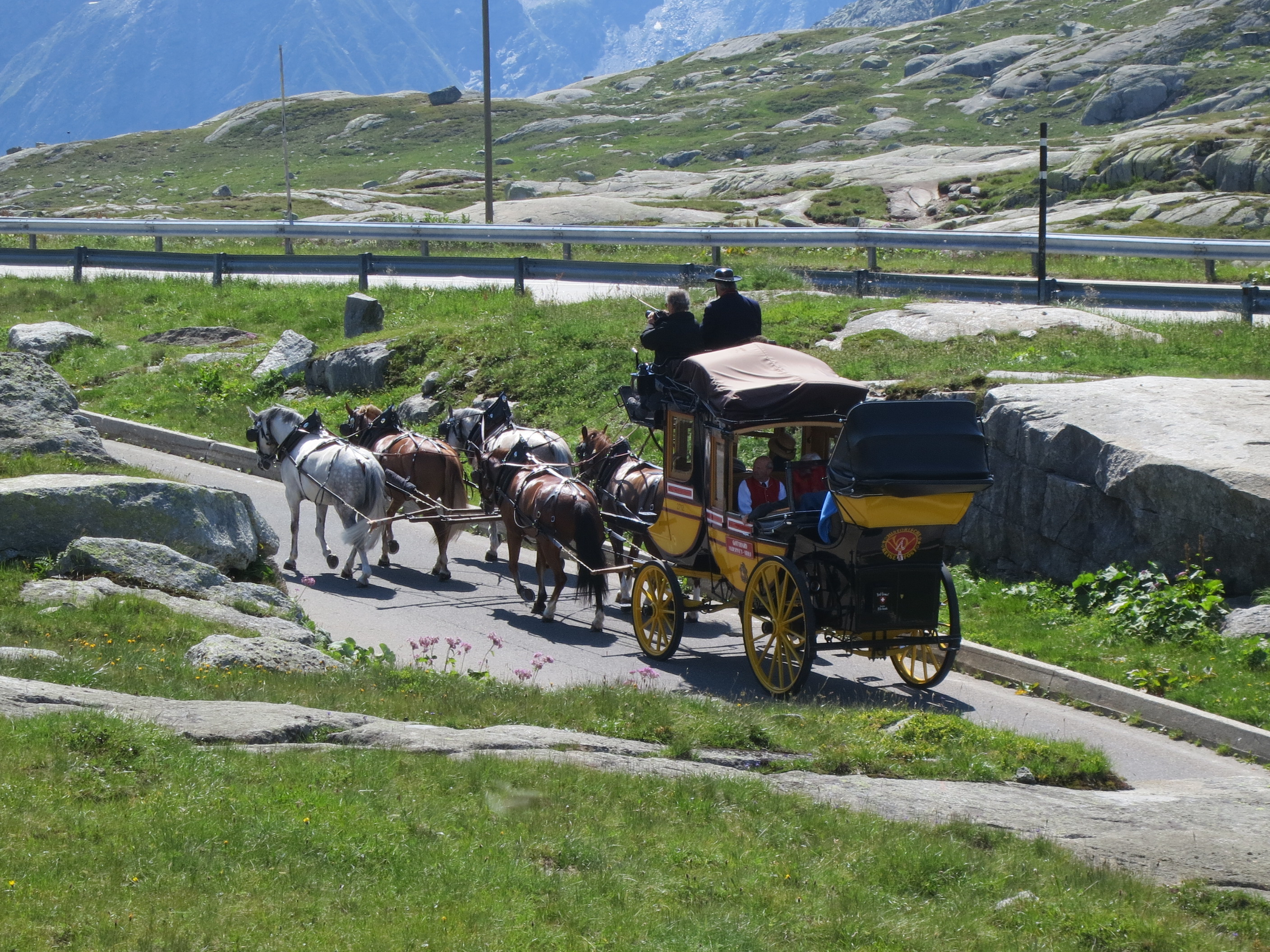
Gotthardpost 2013
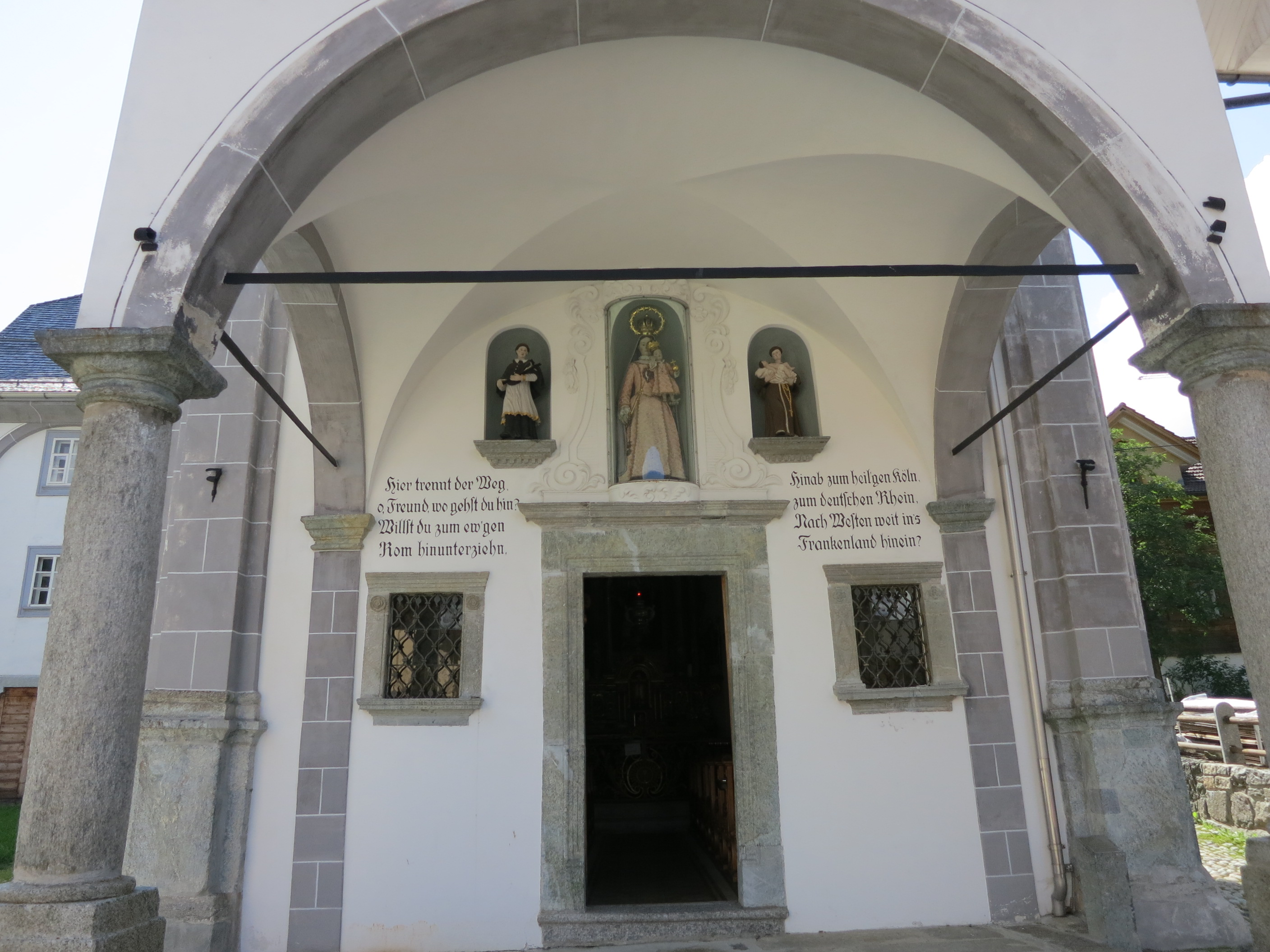
Kapelle St. Karl, Hospental
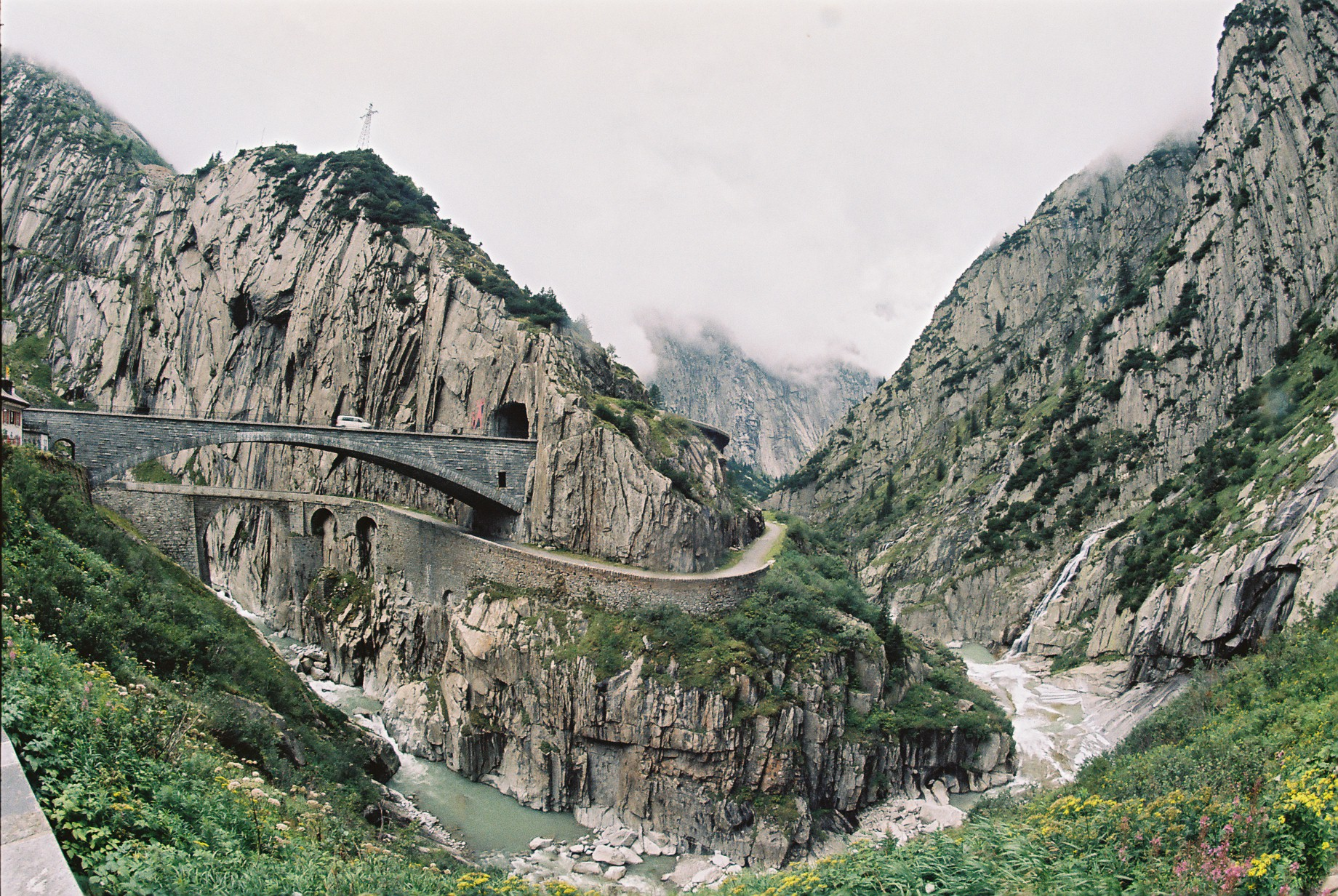
Teufelsbrücke in der Schöllenenschlucht
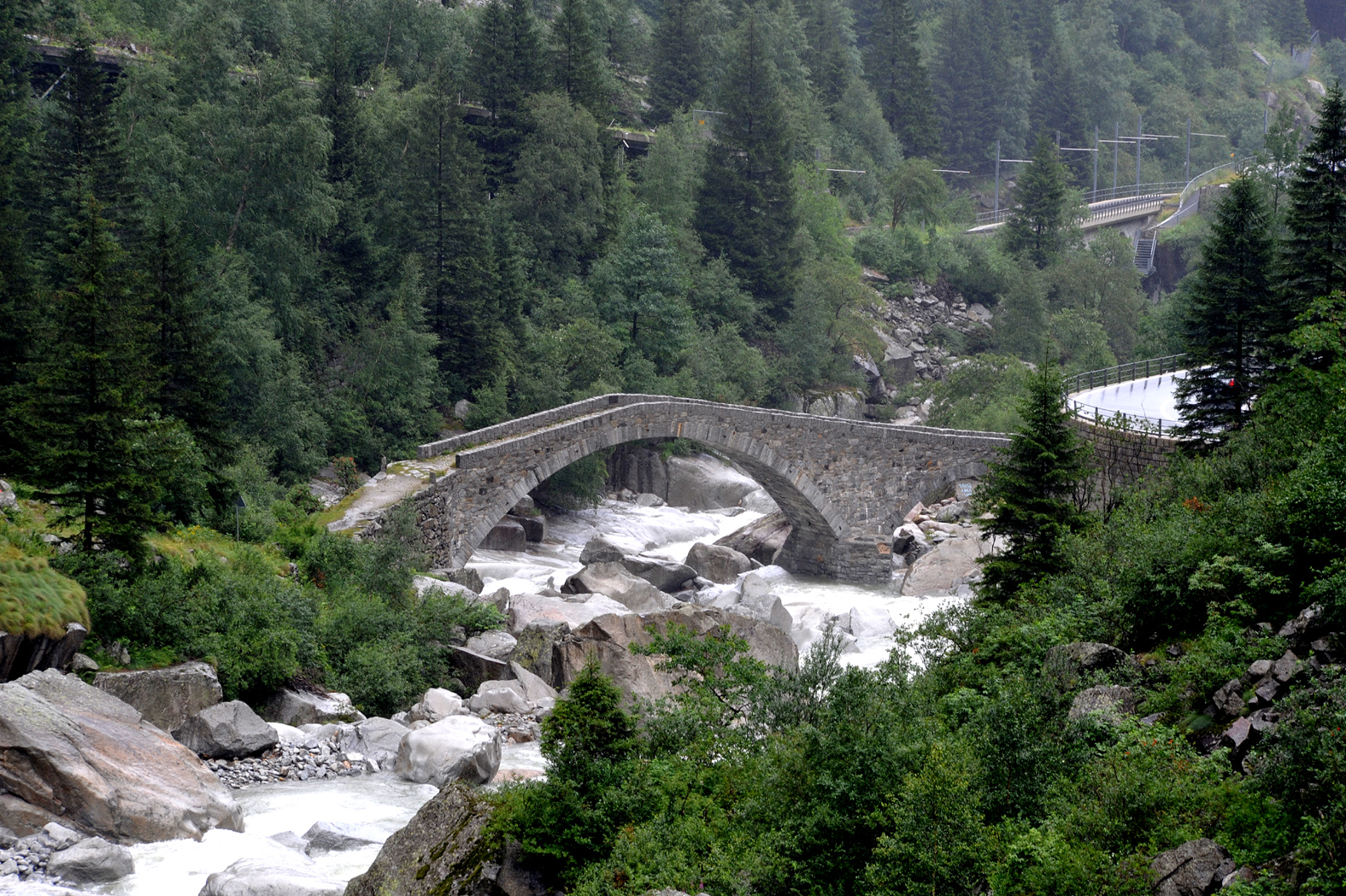
Häderlisbrücke vor Göschenen
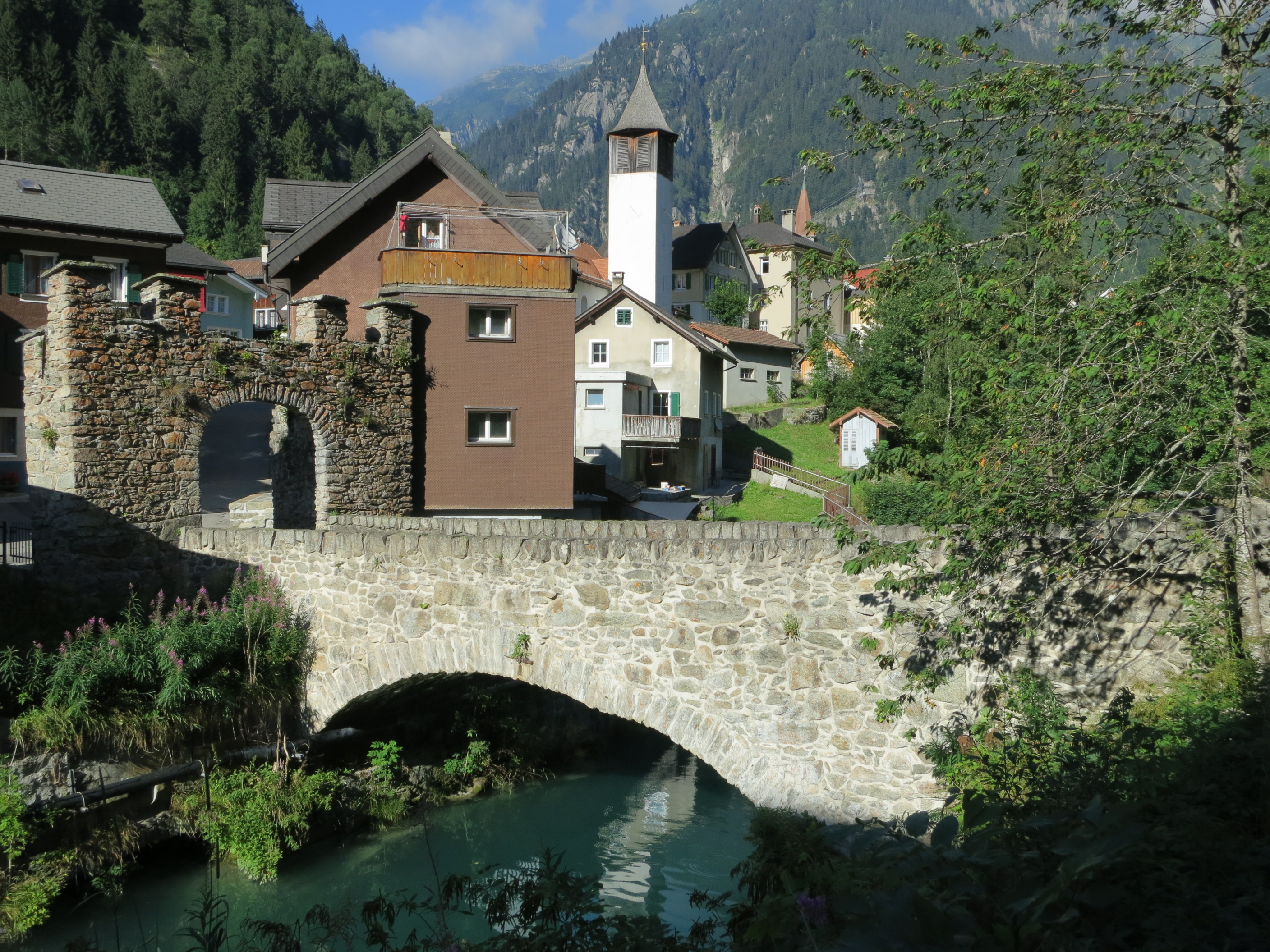
Zollbrücke und Zolltor in Göschenen
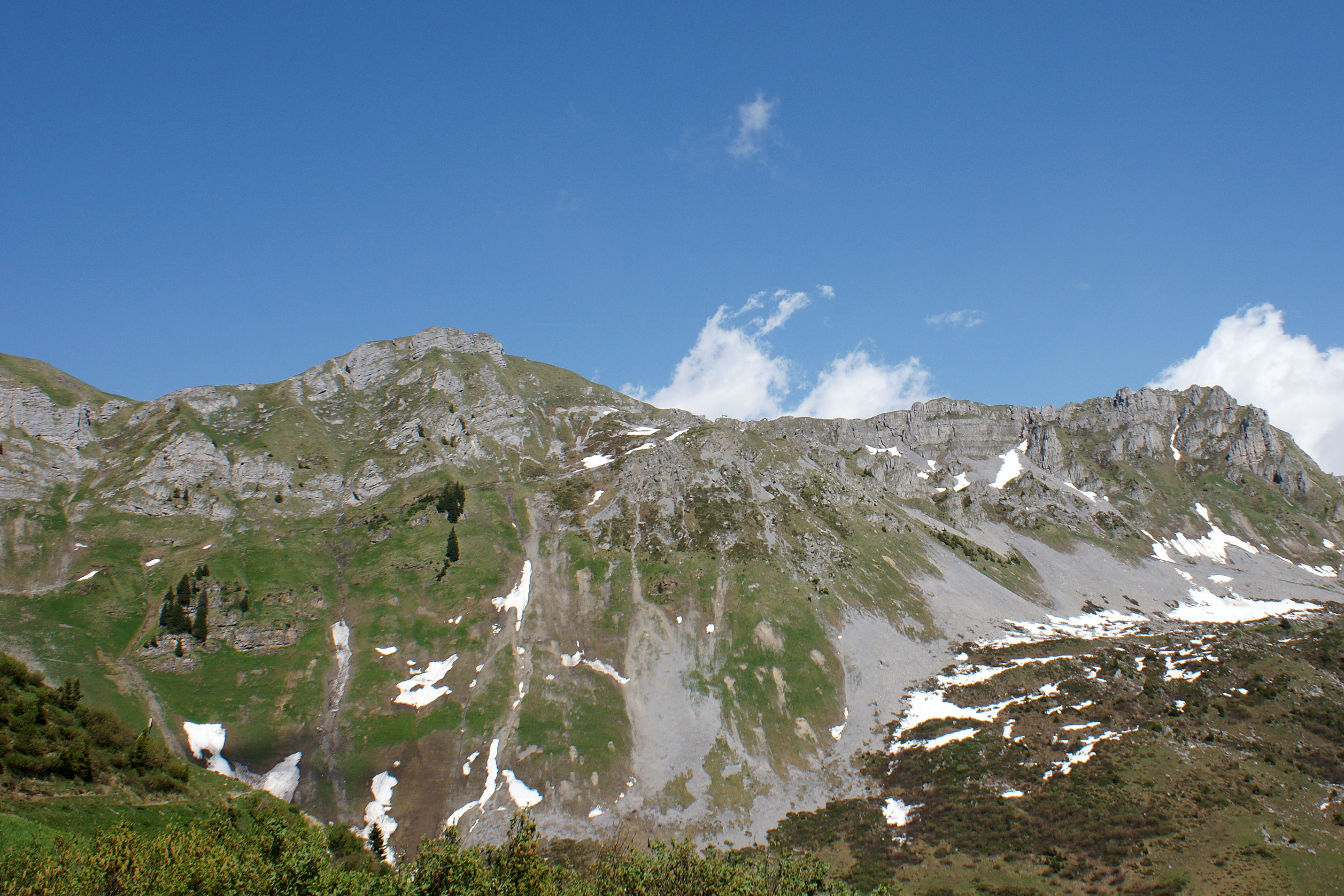
Kinzigpass
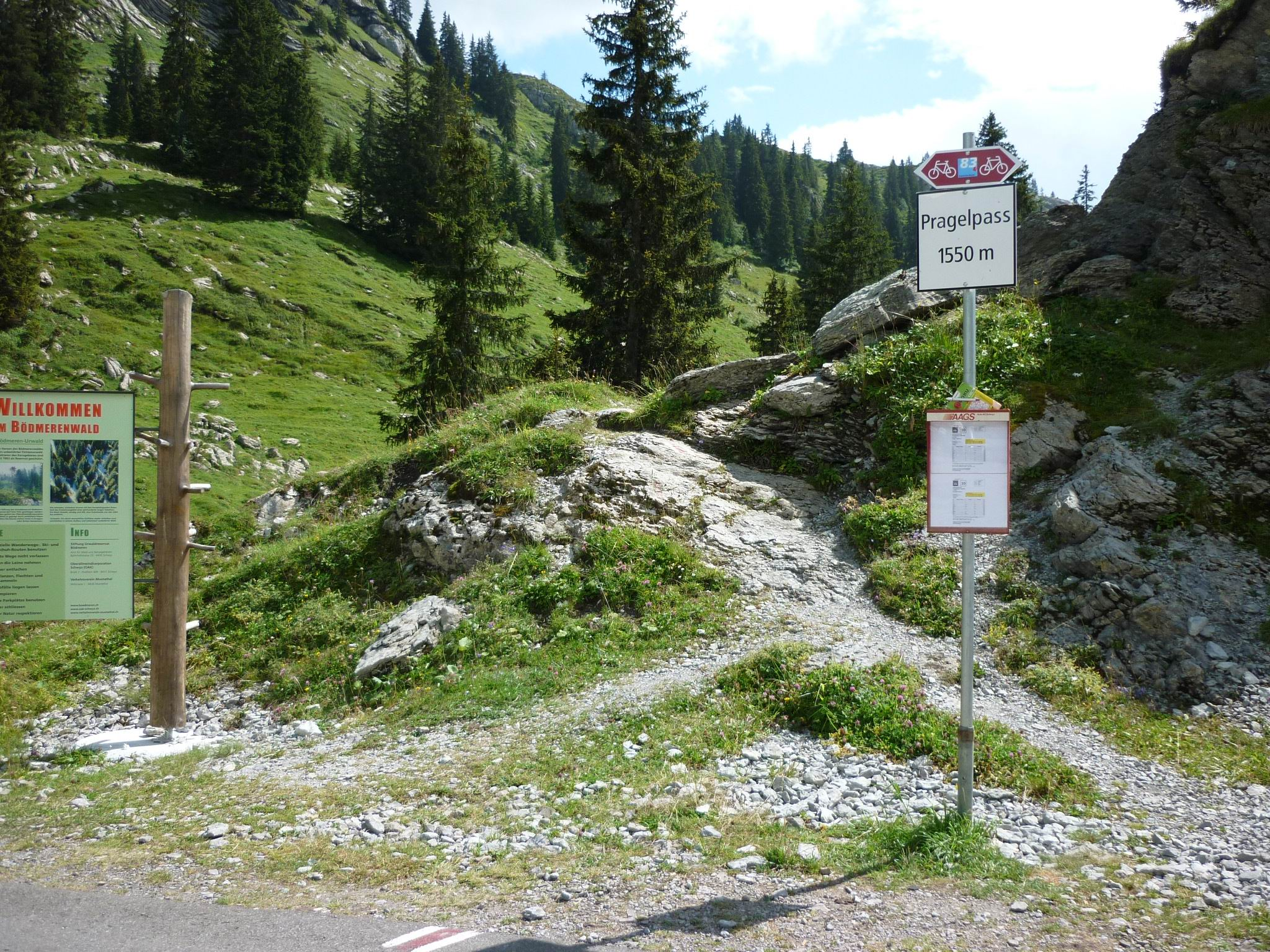
Pragelpass
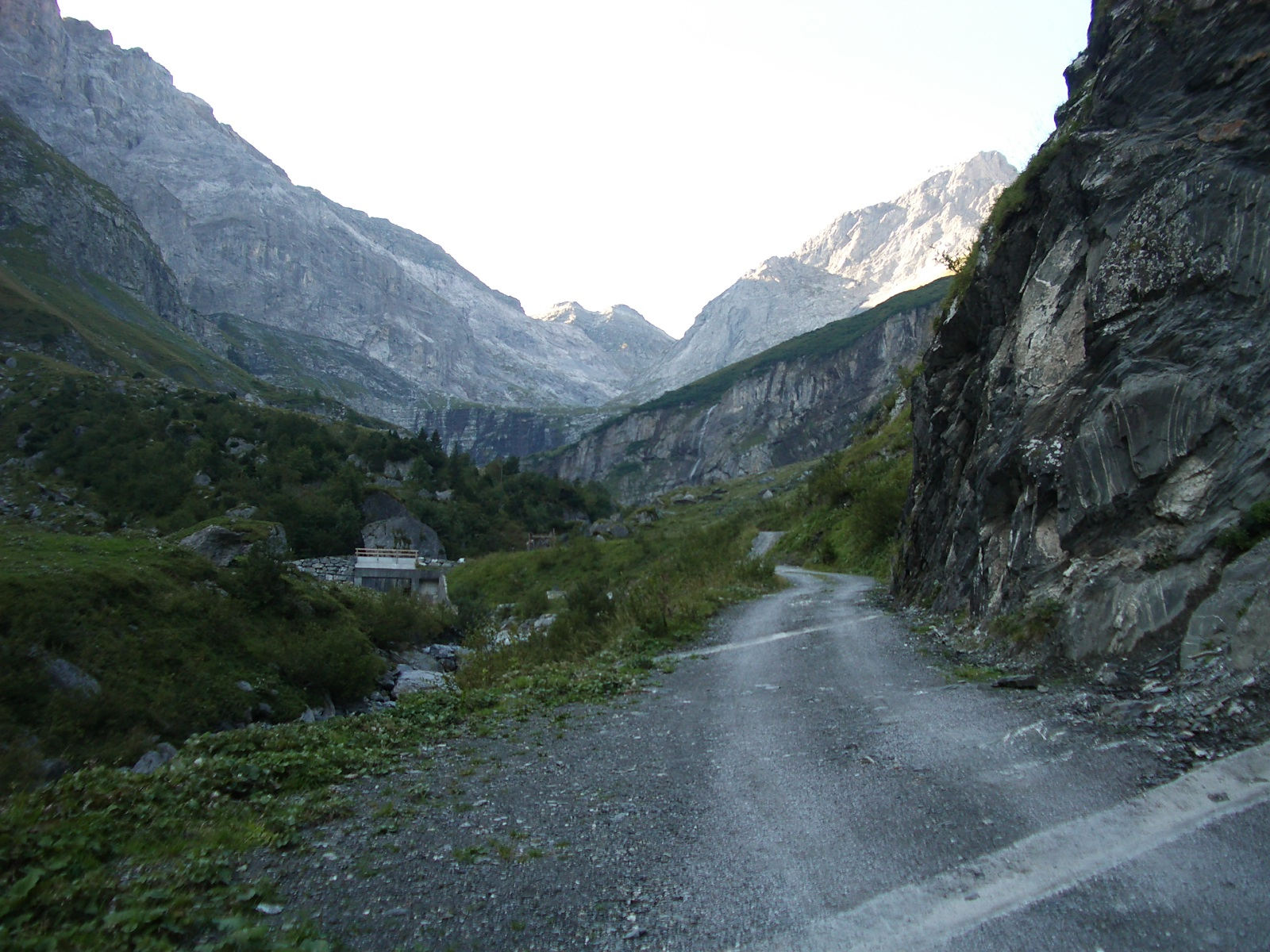
Panixerpass Nordseite
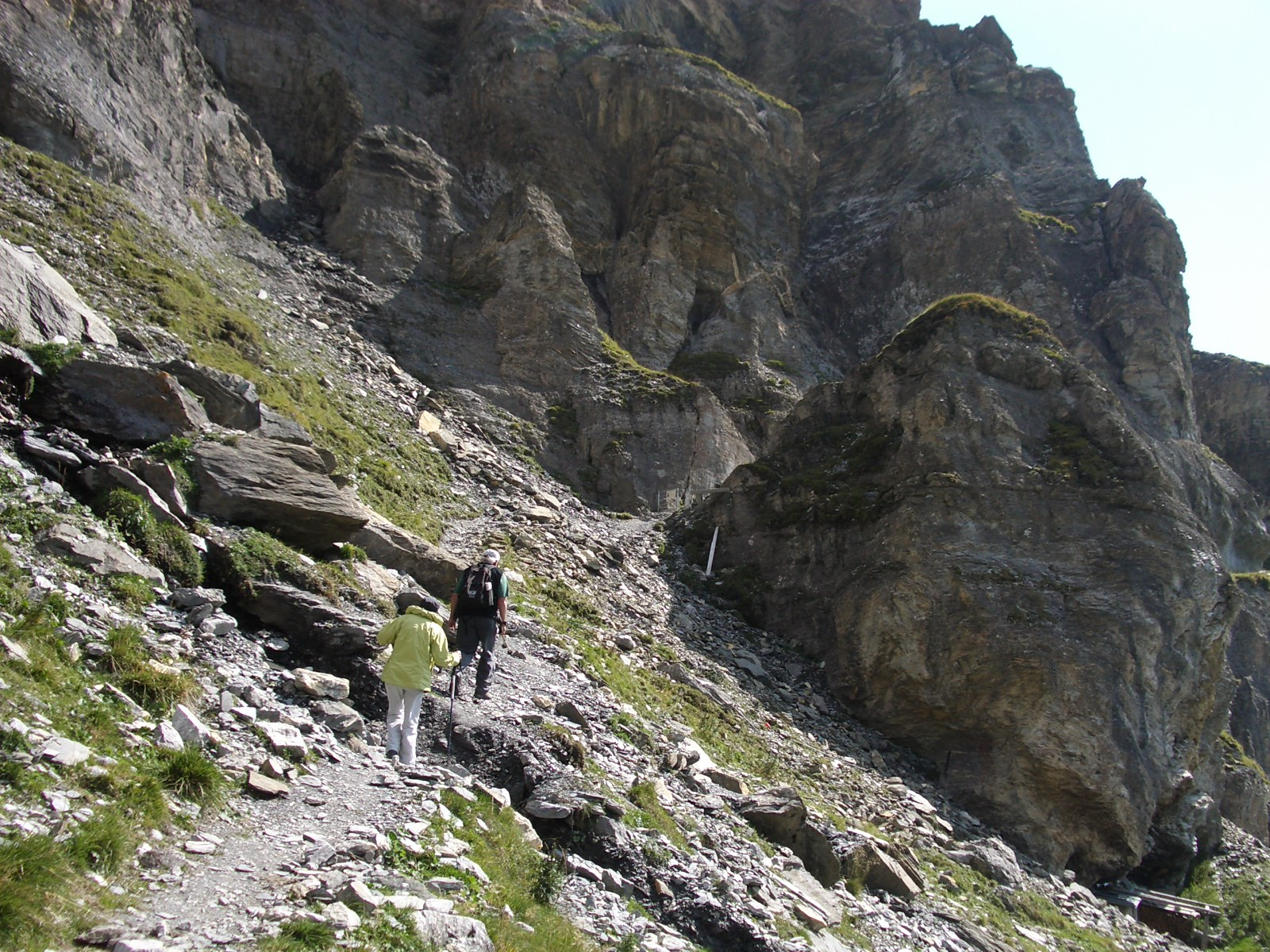
Panixerpass Südseite

## Geschichte
Während des Zweiten Koalitionskriegs zog eine russische Armee unter Feldmarschall Suworow im September und Oktober 1799 durch die Alpen. Unterwegs überquerte sie sechs zum Teil schwer begehbare Pässe. Der kräftezehrende Marsch führte über 280 km und wurde ausser durch die stets aufflammenden Kampfhandlungen durch Unterschätzung des Geländes, fehlende Erfahrung im Gebirgskrieg, ungenügende Ausrüstung und Logistik, die Einmischung des 20-jährigen Kaisersohns Konstantin in die Entscheidfindung und einen frühen Wintereinbruch erschwert.
Die anfangs etwa 20'000 Soldaten verbrachten 28 Tage in der Schweiz. Der Verlauf des Feldzugs gegen die gebirgsgewohnte französische Armee zwang Suworow mehrfach zur Änderung der vorgesehenen Marschroute. Die geplante Vereinigung mit der anderen russischen Armee unter General Korsakow war nicht möglich, weil diese in der Zweiten Schlacht um Zürich geschlagen wurde. Als einzige Rettung blieb der Rückzug ins verbündete Österreich.
Nach dem verlustreichen Feldzug, der die an der Durchmarschroute wohnende Schweizer Bevölkerung in grösste Not stürzte, schied Russland aus der Koalition gegen Frankreich aus. Suworow fiel in Ungnade, auch wenn ihn Kaiser Paul I. noch zum Generalissimus ernannte.
Sein Marsch stiess in Russland auf grosses Interesse, das sich im Atlas Suworow widerspiegelt und bis heute anhält. Anlässlich eines Staatsbesuchs in der Schweiz besuchte der damalige russische Präsident Medwedew 2009 das Suworow-Denkmal in der Schöllenenschlucht.

## Etappen (Übernachtungsorte Suworows), Passübergänge

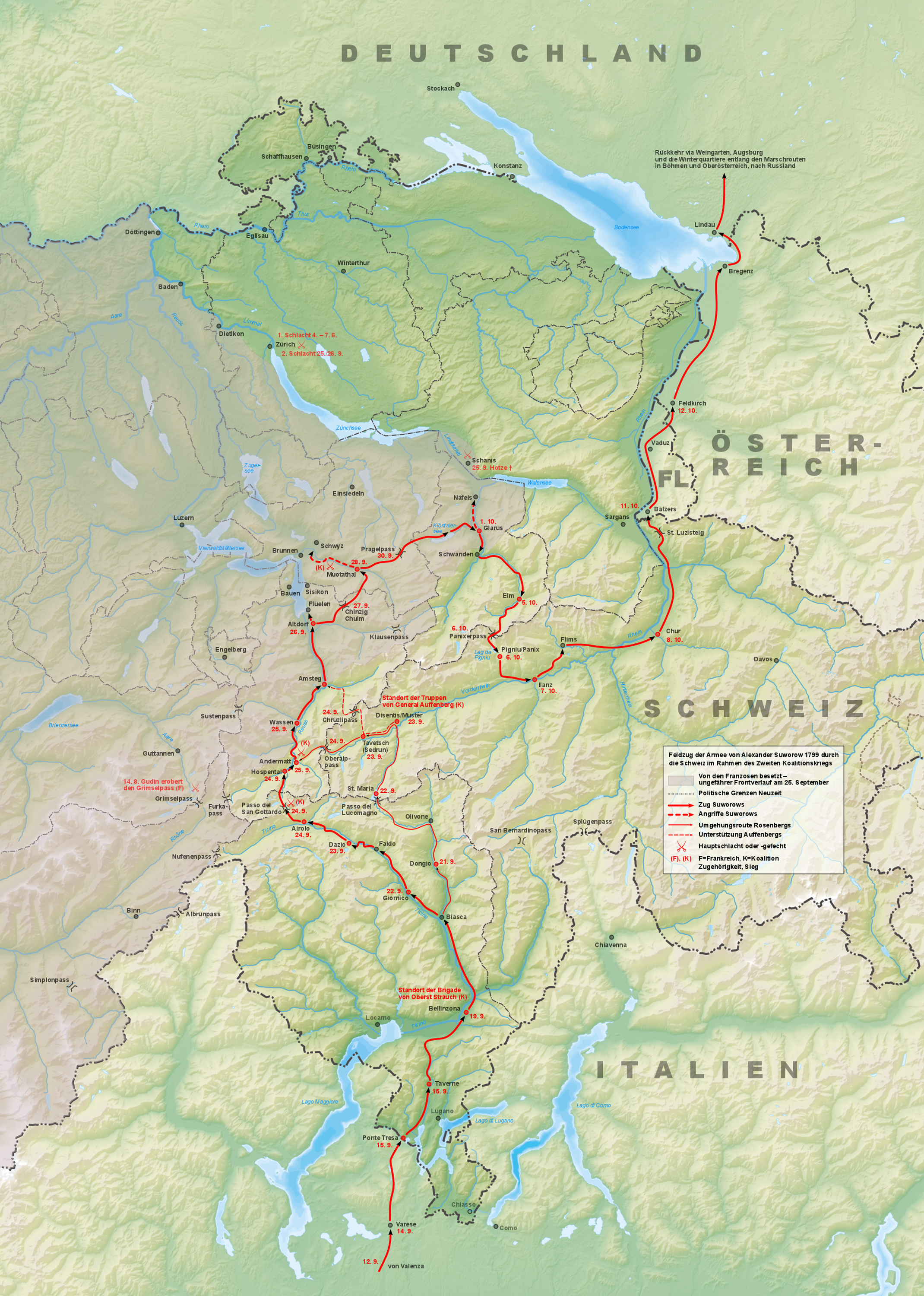
Suworows Route

(Quelle:)

### Operations- und Kalendertage September 1799
- 0. Taverne 15. ⊙
- 1. Bellinzona 21. (Herberge «La Cervica», Piazza Nosetto) ⊙
- 2. Giornico 22. (bei Giovanni Rocco von Mentlen, Piazza San Rocco) ⊙
- 3. Faido 23.  (Kapuzinerkloster) ⊙
- 4. Gotthardpass 24. ⊙
- 4. Hospental 24.  (Gasthaus «Ochsen», heute «St. Gotthard») ⊙
- 5. Andermatt 25. (Adelbertenhaus, heute Talmuseum Ursern) ⊙
- 5. Schöllenenschlucht 25. ⊙
- 6. Altdorf 26.  (Haus Jauch) ⊙
- 7. Kinzigpass 27. (Biwak am Pass) ⊙
- 8+9. Muotathal 28.–30. (Frauenkloster St. Josef) ⊙
- 10. Pragelpass 30. (Alphütte am Pragelpass) ⊙

### Operations- und Kalendertage Oktober 1799
- 11. Riedern 1./2. (Suworowhaus, Löntschbrücke) ⊙
- 12-14. Netstal/Glarus 2.–4. (Suworowhäuschen zwischen Netstal und Glarus) ⊙
- 15. Elm 5. (Haus des verstorbenen Landvogtes Freitag) ⊙
- 16. Panixerpass 6. ⊙
- 17. Pigniu 6.+7. ⊙
- 17. Ilanz 7. ⊙
- 18.–20. Chur 8.–10. ⊙
- St. Luzisteig, ⊙ Feldkirch, Lindau 11.–30.